# Ida Negri
Ida Negri fue una actriz cómica y cantante italiana que trabajó en los escenarios de Argentina, Chile y Uruguay.

## Carrera
La pizpireta y graciosa Ida Negri fue una famosa imitadora y actriz de comedia nacida en Italia a mediados de la década del siglo XIX. Su intervención en el teatro porteño se dio en 1915 en el Social Theatre  en Rosario, provincia de Santa Fe . Integró junto a su esposo, el actor Guido Appiani, una compañía de Italo-Argentina que tuvo gran repercusión en el país al incorporar un género netamente italiano llamado Machietta, que incluía parodias, chistes y trucos. Entre 1916 y 1917 presentaron varias funciones en el Teatro Esmeralda (hoy Teatro Maipo), entre las funciones solían imitar a personalidades destacadas del país como Carlos Gardel, Apiani solía tener una pequeña guitarra y hacía mímica de un tango para el público.
Junto a Gardel y José Razzano también trabajaron en el Teatro Ópera, en el Teatro Avenida, en el Teatro San Martín y en el Teatro Casino, todas en 1917, y en 1920 en el Teatro Empire.
En 1923 Guido viajó a partir del 15 de noviembre de 1923 en el transatlántico "Antonio Delfino" con el dúo Gardel-Razzano en su primera presentación en España.
Sus desempeños lograban tal eco en la platea que la sola aparición de ambos caracterizados para interpretar determinado número, concitaba la carcajada general.
En 1905 ya se habían presentado en el Teatro Casino Oriental de Montevideo, Uruguay con gran éxito. En 1919 lo hicieron en el Teatro "Catalunya" de Montevideo.
Diez años después de su última presentación en Argentina Negri abandona a Appiani falleciendo éste en la completa miseria.